# Asclepíades de Antioquia
Asclepíades (em grego clássico: Ἀσκληπιάδης), Aslipíades (Ἀσλιπιάδης) ou Ascelpíades (Ἀσκηλπιάδης) foi bispo de Antioquia entre 211/212 e 217/220. Distinguiu-se como confessor e escritor de comentários bíblicos. Seu bispado, em sucessão de Serapião, casou com o reinado do imperador Caracala (r. 211–217). O futuro Alexandre de Jerusalém (r. 211/213–249/251), que estava preso no tempo de sua ascensão, escreveu uma carta à comunidade de Antioquia expressando sua alegria pelas notícias e enviou-a através de Clemente de Alexandria, que estava viajando à cidade. Asclepíades foi sucedido por Fileto.